# Aegolipton fimbriatum
Aegolipton fimbriatum là một loài bọ cánh cứng trong họ Cerambycidae.